# Кіогуті Хірото
Кіогуті Хіро́то (яп. 京口 紘人, (27 листопада 1993) — японський професійний боксер, чемпіон світу за версією IBF (2017—2018) в мінімальній вазі та за версією WBA (Super) (2018—2022) у першій найлегшій вазі. 

## Професіональна кар'єра
2016 року провів перший професійний бій. 23 липня 2017 року в своєму восьмому поєдинку проти мексиканця Хосе Аргумедо завоював титул чемпіона світу за версією IBF в мінімальній вазі.
Провів три переможних бої (з них два — захисти), звільнив титул і перейшов до першої найлегшої ваги. 31 грудня 2018 року в бою проти Геккі Бадлера (ПАР), нокаутувавши того в десятому раунді, завоював титули чемпіона WBA (Super) та журналу «Ринг» у першій найлегшій вазі. Провів чотири вдалих захисти титулів. 1 листопада 2022 року зустрівся в об'єднавчому бою з чемпіоном WBC Терадзі Кенсіро і зазнав поразки технічним нокаутом у сьомому раунді.